# Штайнгудське озеро
Штайнгудське озеро (нім. Steinhuder Meer) — озеро в Нижній Саксонії. Є найбільшим озером північно-західної Німеччини. Розташоване приблизно 30 км на північний захід від Ганновера, є центром природного парку "Штайнгудер Мер" і охороняється, пропонує безліч можливостей відпочинку і є міжрегіональною туристичною ціллю.

## Розташування
Озеро знаходиться в районі міста Вунсторф, але також межує західним і північним берегом з Нойштадтом на Рюбенберзі, на захід від Ганновера. Інші прилеглі міста: Ганновер, Ребург-Локкум і Штадтгаґен. Дуже близько до берега розташовані такі містечка: Мардорф, Гросенгайдорн, Штайнгудер, Гаґенбург і Вінцлар. Озеро знаходиться в ландшафті ганноверського торф'яного гееста, на сході межує з Мертвою трясовиною. Від замку Гаґенбург до озера прокладено водостічний канал, довжиною 1,2 м.

## Опис
Площа озера охоплює приблизно 29,1 км²  (рівень води коливається), його довжина 8 км, ширина — 4,5 км. При його формуванні в період останнього льодовикового періоду, Віслинського заледеніння, близько 14 000 років тому, басейн внутрішніх вод був утричі більшим, про що свідчить болотиста місцевість навкруги. Через невелику ширину водного шару воно вже тоді почало замулюватися. 
Найбільш болотистим місцем є Мертва трясовина, яка відокремлює озеро від нижньої тераси р. Лайне. Глибина води становить в середньому 1,35 м, в найнижчій точці - 2,9 м. Морське дно має невелику площу - до 2,5 м в глибоких каналах. Вони називаються Deipen (глибокі) і протікають північніше від середини озера в напрямку схід-захід. На дні озера, і, зокрема, на замулених краях знаходяться, в різних кількостях, органічні відкладення, які утворюються з мертвих решток рослин (водоростей) та тварин (бліх, раків). Накопичення органічних відкладень забезпечує також каламутну воду озера, оскільки вони легко перемішуються хвилями.